# Bible du roi Jacques
Pour les articles homonymes, voir KJC.
La Bible du roi Jacques (King James Version en anglais, souvent abrégé KJV), publiée pour la première fois en 1611, est une traduction anglaise de la Bible effectuée sous le règne et à la demande de Jacques Ier d'Angleterre. Elle supplante rapidement la précédente version autorisée, dite Bible des Évêques, d'un caractère trop savant, et devient de facto la Bible standard de l'Église d'Angleterre.
L'appellation alternative version autorisée (Authorised Version) a été longtemps utilisée au Royaume-Uni, l'expression Bible du roi Jacques étant considérée comme très américaine.

## Nom

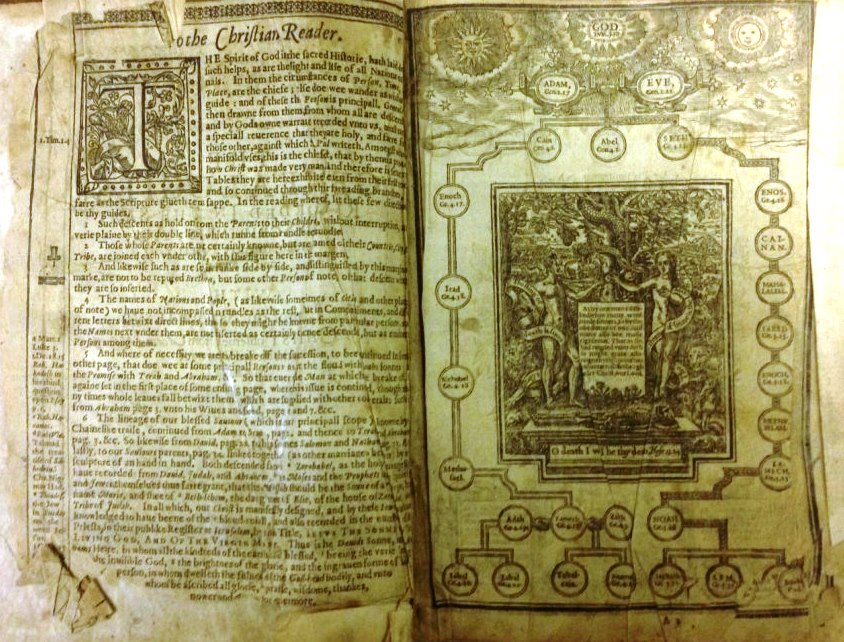
Généalogies de John Speed enregistrées dans les Saintes Écritures (1611), reliées dans la première Bible King James au format quarto (1612).

Le titre de la première édition de la traduction, en anglais moderne, était : « LA SAINTE BIBLE, contenant l'Ancien Testament, ET LE NOUVEAU : nouvellement traduits à partir des langues originales : et avec les traductions précédentes, soigneusement comparées et réutilisées, par son Maiestes ſSpecial Cõmandement ».
La page de titre porte les mots « Nommé pour être lu dans les églises » et FF Bruce suggère qu'il a été « probablement autorisé par décret », mais aucune trace de l'autorisation ne survit « parce que le Conseil privé enregistre de 1600 à 1613. ont été détruits par un incendie en janvier 1618-19[pas clair] ».
Pendant de nombreuses années, il était courant de ne pas donner de nom spécifique à la traduction. Dans son Léviathan de 1651, Thomas Hobbes l'appelait « la traduction anglaise faite au début du règne du roi Jacques ». Un « Bref compte rendu des diverses traductions de la Bible en anglais » de 1761 fait référence à la version de 1611 simplement comme « une traduction nouvelle, complète et plus précise », bien qu'il fasse référence à la Grande Bible par son nom et malgré l'utilisation du nom « Testament rhémish » pour la version biblique de Douay-Reims. De même, une « Histoire d'Angleterre », dont la cinquième édition a été publiée en 1775, écrit simplement qu'« [une] nouvelle traduction de la Bible, à savoir celle qui est actuellement utilisée, a été commencée en 1607 et publiée en 1611. ".
Le titre "La Bible du Roi James" est employé comme nom pour la traduction de 1611 (à égalité avec la Bible genevoise ou le Testament rhénan) dans Horae Biblicae de Charles Butler (publiée pour la première fois en 1797). D'autres travaux du début du XIXe siècle confirment l'usage répandu de ce nom des deux côtés de l'Atlantique : on le retrouve à la fois dans une « esquisse historique des traductions anglaises de la Bible » publiée dans le Massachusetts en 1815 et dans une publication anglaise de 1818, qui déclare explicitement que la version de 1611 est « généralement connue sous le nom de King James's Bible ». Ce nom a également été trouvé comme King James' Bible (sans le « s » final) : par exemple dans une critique de livre de 1811. L'expression « King James's Bible » est utilisée dès 1715, bien que dans ce cas, il n'est pas clair s'il s'agit d'un nom ou simplement d'une description.
L'utilisation de la version autorisée, en majuscule et utilisée comme nom, se trouve dès 1814. Pendant un certain temps avant cela, des expressions descriptives telles que « notre version actuelle et uniquement autorisée publiquement » (1783), "notre version autorisée" (1731), 1792) et "la version autorisée" (1801, sans majuscule) sont trouvées. Une appellation plus courante aux XVIIe et XVIIIe siècles était « notre traduction anglaise » ou « notre version anglaise », comme on peut le constater en effectuant une recherche dans l'une ou l'autre des principales archives en ligne de livres imprimés. En Grande-Bretagne, la traduction de 1611 est aujourd'hui généralement connue sous le nom de « version autorisée ». Le terme est quelque peu inapproprié car le texte lui-même n'a jamais été formellement « autorisé », et les églises paroissiales anglaises n'ont jamais reçu l'ordre de s'en procurer des copies.
La version King James, de toute évidence une expression descriptive, est utilisée dès 1814. La « version King James » se trouve, utilisée sans équivoque comme nom, dans une lettre de 1855. L'année suivante, King James James Bible, sans possessif, apparaît comme nom dans une source écossaise. Aux États-Unis, la « traduction de 1611 » (en fait les éditions suivant le texte standard de 1769, voir ci-dessous) est généralement connue aujourd'hui sous le nom de version King James.

## Historique

### Contexte
La décision de mettre en chantier une nouvelle traduction de la Bible autorisée par l’Église anglicane a été prise par le roi Jacques Ier en 1604 à l'issue du colloque sur les questions religieuses qu'il avait organisé dès son accession au pouvoir, la Conférence d'Hampton Court. À cette époque, la Bible la plus populaire en Angleterre était la Bible de Genève, parue en 1560 et ainsi nommée parce qu'elle avait été traduite en anglais à Genève dans les années 1555-1558 par les exilés presbytériens ou anglicans de tendance calviniste. Bien illustrée, peu coûteuse et très largement diffusée, elle indisposait le roi Jacques Ier autant que les hiérarques anglicans. En effet, les notes marginales et les notices introductives aux différents livres de la Bible étaient non seulement empreintes du plus pur calvinisme mais encore teintées d'un « républicanisme » anti-clérical laissant entendre que la hiérarchie de l'Église était inutile et donc, hypothétiquement, que le besoin d'avoir un roi à sa tête, et pourquoi pas d'avoir un roi comme chef d'État pourrait être remis en question. De plus, le fait que ces idées se trouvaient imprimées dans la Bible pouvait laisser croire aux lecteurs que ces interprétations étaient officielles et permanentes. La contre-attaque des évêques anglicans, la Bible des Évêques parue en 1568, n'ayant pas porté ses fruits, la nouvelle traduction allait enfin permettre de se débarrasser de ces notes trop radicales et d'orienter quelque peu la traduction.
C'est ce contexte qui explique l'appellation Bible du roi Jacques, malgré le rôle inexistant du souverain dans la traduction elle-même. Celui-ci a néanmoins levé les sanctions (dont la peine de mort) applicables à ceux qui traduisaient le texte sacré, et a fixé un certain nombre de règles pour mener à bien cette entreprise (proscrire l'érudition partisane et les notes de bas de page, etc.) C'est l'archevêque de Cantorbéry Richard Bancroft qui est chargé de mettre en œuvre ces règles et donc d'organiser et de superviser toute l'entreprise.

### Traduction
La Bible du roi Jacques est l'œuvre d'une équipe d'une cinquantaine de traducteurs dont le travail s'est étendu sur quatre ans et demi.
Peu après la décision royale de Hampton Court, six groupes de traducteurs ont été nommés : deux installés à Westminster pour travailler sur l'Ancien Testament depuis la Genèse jusqu'à 2 Rois et sur les épîtres du Nouveau Testament, deux à l'Université de Cambridge pour travailler sur l'Ancien Testament depuis 1 Chroniques jusqu'au Cantique des Cantiques et sur les livres apocryphes, deux enfin à l'Université d'Oxford, chargés de traduire les prophètes, ainsi que les évangiles, les Actes des Apôtres et l'Apocalypse. Il n'y a pas de consensus sur le nombre exact de personnes impliquées dans la traduction, la mise en forme et la relecture de la King James Version. Les estimations varient entre 47 et 57 traducteurs effectifs, selon que l'on compte ou non ceux qui ont été impliqués dans les dernières étapes de la relecture. Une demi-douzaine d'entre eux avaient de claires sympathies puritaines.
Le Nouveau Testament de la Bible du roi Jacques a été traduit à partir du « texte reçu » (Textus Receptus), qui est pour l'essentiel le texte grec rétabli par Érasme (1516, rév. 1522 et 1533). L'Ancien Testament, quant à lui, est traduit à partir du texte massorétique en hébreu. Les bibles anglophones modernes, telles que la New American Standard Bible (en) ou l'English Standard Version (en), tirent leur autorité de sources manuscrites entièrement différentes.
Malgré la demande du roi de prendre comme modèle la Bible des Évêques, dont il fait distribuer un exemplaire à chaque traducteur, c'est la traduction du Nouveau Testament de William Tyndale (1538) et la Bible de Genève elle-même qui vont exercer la plus forte influence sur la nouvelle traduction. La Bible des Évêques, que le roi avait souhaité voir prendre pour modèle, fut victime de sa médiocrité et n'inspira que très peu les auteurs de la King James Version. Les études philologiques ont déterminé avec précision les influences dont la King James Version est le reflet. Voici le relevé établi par Charles C. Butterworth :
| Origine du texte                   | % du texte de la King James | Commentaires               |
| ---------------------------------- | --------------------------- | -------------------------- |
| Bible de Genève                    | 19 %                        |                            |
| Bible Tyndale                      | 18 %                        | y compris la Bible Matthew |
| Traduction de Coverdale            | 13 %                        | y compris la Grande Bible  |
| Traduction de Wycliffe             | 4 %                         | y compris ses sermons      |
| Bible des Évêques                  | 4 %                         | y compris ses révisions    |
| Autres versions antérieures à 1611 | 3 %                         |                            |
| Total                              | 61 %                        |                            |
| Matériau inédit de la King James   | 39 %                        |                            |
| Total général                      | 100 %                       |                            |

De manière surprenante au regard de la motivation initiale de la création de la Version de la Bible du roi Jacques (voir historique plus haut), les notes de la Bible de Genève ont également été incluses dans plusieurs éditions de la Bible du roi Jacques,.
Le travail de traduction se déroula entre août 1604 et la fin de 1608. Les résultats des six comités de traduction furent ensuite contrôlés en 1610 durant neuf mois par un comité de six à douze personnes qui se sont réunies à Londres. Le travail validé et amendé par ce comité a ensuite été confié à deux autres experts, dont Miles Smith, qui a rédigé la préface, puis soumis à l'examen de l'archevêque Bancroft. C'est seulement à la fin de 1610 que le manuscrit a été transmis à Robert Barker, l'imprimeur du roi.

### Comités de traduction
- Article détaillé sur le wiki anglais

### Réception et diffusion
Malgré le soutien enthousiaste du roi et de l’Église anglicane, les débuts de la Version de la Bible du roi Jacques furent difficiles, perturbés notamment par quelques erreurs typographiques grossières (voir plus bas). Elle reçut des critiques acerbes de certains érudits et les puritains continuèrent à utiliser de préférence la Bible de Genève. La disparition des notes ne fut pas positive pour la compréhension des textes difficiles de l'Ancien Testament. Malgré cela, avec l'appui de l'institution ecclésiale, la Bible du roi Jacques ou plutôt, selon son nom officiel, la Version autorisée va devenir graduellement la Bible de référence de l'anglicanisme, se modernisant au gré de ses révisions successives.
Dans la première moitié du XVIIIe siècle, la Bible du roi Jacques devient la traduction anglaise utilisée dans les églises anglicanes et protestantes anglaises. Elle supplante la Vulgate comme version standard de l'Écriture pour les érudits anglophones. Avec le développement technique de l'imprimerie, à savoir la généralisation de la stéréotypie, au début du XIXe siècle, elle devient le livre le plus largement imprimé de l'histoire. Presque toutes ces impressions reprennent le texte standard de 1769 corrigé (et expurgé de la plupart de ses coquilles) par Benjamin Blayney (en) à Oxford, et omettent presque toujours les livres apocryphes.
En 2011, le site « kingjamesbibleonline.org » estime que plus d'un milliard d'exemplaires de la Bible du roi Jacques ont été publiés depuis sa première édition, en 1611, et ce chiffre a doublé 5 ans plus tard.

## Postérité

### Langue anglaise
C'est la Bible de Genève et non la Bible du roi Jacques qui a été la Bible de William Shakespeare, d'Oliver Cromwell (1599–1658) et de John Bunyan (1628–88). Celle du roi Jacques en revanche a exercé par la suite une influence majeure sur la littérature anglaise et la langue anglaise dans leur ensemble. La syntaxe de l'anglais aussi bien que les œuvres d'auteurs comme John Milton, Herman Melville, John Dryden ou William Wordsworth sont truffées d'hébraïsmes passés en anglais et de réminiscences de cette Bible, voire de celles qui l'ont précédée lorsqu'elles ont influencé la roi Jacques.

### Révisions et publications ultérieures
- La version anglaise révisée est une révision de la Bible du Roi Jacques datant de la fin du XIXe siècle. C'est la première et la seule révision officiellement autorisée et reconnue de la Version du Roi Jacques en Grande-Bretagne. Le travail de traduction a été réalisé par plus de 50 chercheurs de diverses confessions en Grande-Bretagne, avec le concours de 30 chercheurs américains collaborant par correspondance avec l'équipe britannique. Le Nouveau Testament en a été publié en 1881, l'Ancien Testament en 1885 et les Apocryphes en 1894[29].
- La version standard américaine est une traduction qui a été achevée en 1901, avec la publication de la révision de l'Ancien Testament ; le Nouveau Testament révisé avait été publié en 1900. Cette traduction, qui servira de base à de nombreuses révisions, est une reprise de la Version Révisée (ci-dessus) par le comité de traduction américain qui y avait été associé sans que toutes ses suggestions soient acceptées. En raison de sa popularité dans les séminaires, elle a parfois été simplement appelée la Standard Bible aux États-Unis. Les principales versions dérivées de cette traduction sont :
  - la Revised Standard Version (RSV) en 1952,
  - l'édition catholique de la RSV, la Revised Standard Version Catholic Edition en 1966, qui réordonne les livres deutérocanoniques en reprenant l'ordre traditionnel des livres de l'Ancien Testament,
  - The Living Bible en 1971,
  - la New American Standard Bible en 1971,
  - la New Revised Standard Version en 1989.
  - la 21st Century King James Version en 1994.

En revanche, la Nouvelle version de la Bible du Roi Jacques est, malgré son nom, une nouvelle traduction, réalisée par 130 biblistes parue en 1982.

### Droits d'auteur
La Version du roi Jacques ou, officiellement la "Version Autorisée", est dans le domaine public dans la plupart des pays du monde, à l'exception notable du Royaume-Uni, où le droit de l'imprimer, de la publier et de la distribuer est une prérogative royale, dont la Couronne accorde l'exclusivité à certains éditeurs par des lettres patentes. En Angleterre, au Pays de Galles et en Irlande du Nord, ces lettres patentes sont détenues par l'Imprimeur du Roi, et en Écosse par le Scottish Bible Board ("Conseil biblique écossais"), qui sous-traite l'impression à Collins. La charge d'Imprimeur du Roi est associée au droit de reproduire la Bible du roi Jacques depuis au moins 1577, date de la première référence connue à ce droit. Elle est à présent revenue à Cambridge University Press. Par ailleurs, d'autres chartes royales accordent également aux Cambridge University Press et Oxford University Press le droit de produire la "Version Autorisée" indépendamment de l'Imprimeur du Roi.
Presque toutes les dispositions accordant le droit d'auteur à perpétuité ont été abolies par la Copyright, Designs and Patents Act de 1988, mais comme la Version autorisée est protégée par la prérogative royale plutôt que par le droit d'auteur, elle reste protégée, comme le précise la loi de 1988. Cette loi, qui résulte d'une harmonisation de la législation britannique avec le droit européen, a cependant converti ce droit perpétuel en droit à durée définie : sauf retournement éventuel, la Bible du roi Jacques devrait entrer dans le domaine public anglais en 2039.
Cambridge University Press autorise la reproduction d'au plus 500 versets de la King James pour "usage liturgique et éducatif non commercial" si la mention d'origine prescrite est présente, si les versets cités ne dépassent pas 25 % de la publication qui les cite et s'ils n'incluent pas un livre biblique complet. Pour tout usage plus important, l'éditeur examine la demande au cas par cas ; en principe, il ne demande pas le paiement de droits mais essaie de s'assurer qu'un texte de bonne qualité soit utilisé,.

## Typographie

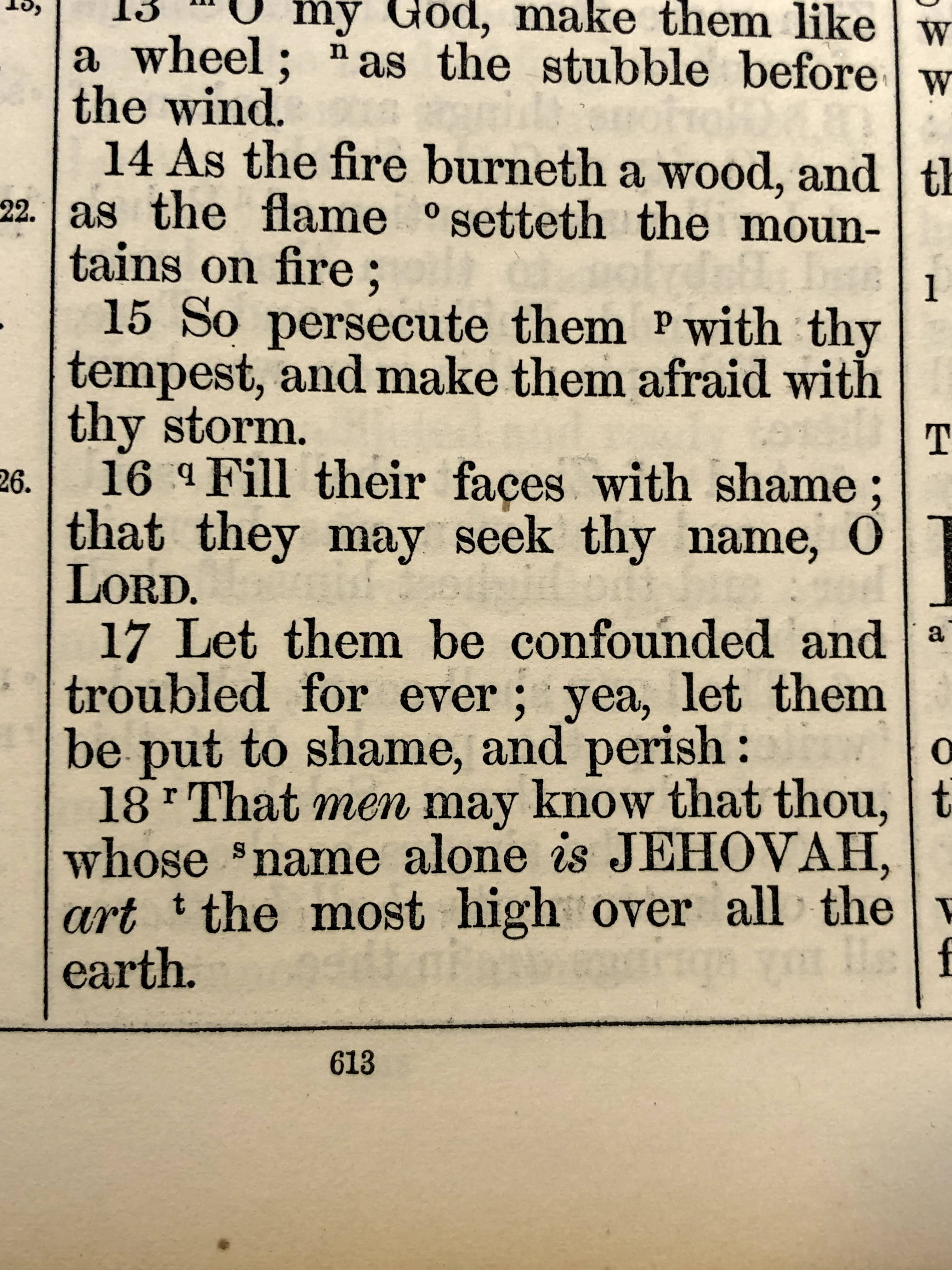
Psaumes dans la Bible du roi Jacques.

Conformément à leurs instructions, les traducteurs ont indiqué les mots « non-traduits » avec une police différente ; mais aucune tentative n'a été faite pour régulariser les cas où cette pratique avait été appliquée dans les différentes entreprises ; et surtout dans le Nouveau Testament, il était beaucoup moins fréquemment utilisé dans l'édition de 1611 que ce ne serait le cas plus tard. Dans un verset (Jean 2 :23), une ligne entière était imprimée en caractères romains (comme elle l'avait également été dans la Grande Bible et la Bible des évêques) ; indiquant une lecture alors principalement dérivée de la Vulgate, bien que pour laquelle les éditions ultérieures de Bèze avaient fourni un texte grec.
Dans l'Ancien Testament, les traducteurs rendent le Tétragramme (YHWH) par « l'Éternel » (dans les éditions ultérieures en petites majuscules comme SEIGNEUR), ou « l'Éternel Dieu » (pour YHWH Elohim, יהוה אלהים), sauf en quatre endroits par " IEHOVAH ". Cependant, si le Tétragramme apparaît avec le mot hébreu adonai (Seigneur), alors il est traduit, non pas par le « Seigneur SEIGNEUR », mais par le « Seigneur Dieu ». Dans les éditions ultérieures, il apparaît comme « Seigneur Dieu », avec « DIEU» écrit en petites majuscules, indiquant au lecteur que le nom de Dieu apparaît dans l'hébreu original.

## Coquilles célèbres
Une coquille célèbre est celle de l'édition de 1612, la première au format in-octavo : le Psaume 119 contient, au verset 161, la phrase : « Princes have persecuted me without a cause » (« les princes m'ont persécuté sans raison »), mais l'édition de 1612 dit : « Printers have persecuted me without a cause » (« les imprimeurs m'ont persécuté sans raison »). Certains pensent qu'il s'agit d'une vengeance d'un typographe mécontent de l'imprimerie londonienne Barker.
Une autre coquille célèbre figure dans l'édition de 1631 de la Bible du roi Jacques, laquelle a été plaisamment surnommée Bible vicieuse car elle semblait inciter à l'adultère au lieu de le condamner : en effet, l'omission du mot not dans le texte du 7e commandement du Décalogue (Exode 20:14), transformait l'injonction négative « Thou shalt not commit adultery » (« tu ne commettras point d'adultère ») en une injonction positive « Thou shalt commit adultery » (« tu commettras l'adultère »). Il y avait en outre une autre coquille extraordinaire dans la même édition, au livre du Deutéronome 5/24, dont le texte correct en français est « et vous dites : Voici, l'Éternel, notre Dieu, nous a montré sa gloire et sa grandeur ». Le texte correct de la King James est “And ye said, Behold, the LORD our God hath shewed us his glory and his greatnesse, ” et le texte imprimé dans l'édition de 1631 : “And ye said, Behold, the LORD our God hath shewed us his glory and his great-asse,”, ce qui fut considéré comme un blasphème. Le roi Jacques Ier, furieux, demanda qu'on détruise ces bibles au plus vite. Il n'en reste que 11 exemplaires connus. Les conséquences de cette double coquille furent graves pour les imprimeurs Robert Barker and Martin Lucas : ils furent condamnés à une amende de 300 livres et leur privilège d'imprimeur fut révoqué.

## Pour aller plus loin

#### Textes juifs (E).
- Talmud
- Tanakh
- Torah
- Parasha
- Nevi'im
- Ketouvim

#### Bible chrétienne
- Ancien Testament
- Nouveau Testament
- Évangiles
- Livres deutérocanoniques
- Septante
- Vulgate

#### Recherches historiques et exégétiques
- Datation de la Bible
- Données archéologiques sur les premiers Israélites de Palestine et d'Égypte
- Données archéologiques sur les règnes de David et Salomon
- Exégèse historico-critique de la Bible
- Histoire de la recherche sur le Pentateuque
- Hypothèse documentaire
- Midrash
- Quatre sens des Écritures

#### Traductions de la Bible
- Lexilogos, les traductions de la Bible en français (répertoire)
- La Bible sur Wikisource
- La Bible audio sur wordproject

#### Éditions juives
- Sefarim.fr La Bible hébraïque en hébreu, traduite verset par verset en français (Rabbinat), en anglais (King James / Roi Jacques), avec moteur de recherches en caractères latins ou hébreux.
- La Bible Chouraqui Traduction originale de l'hébreu par André Chouraqui (contient aussi le Nouveau Testament, traduit du grec).
- (en) « Bible »(Archive.org • Wikiwix • Archive.is • Google • Que faire ?), sur Jewish Virtual Library

#### Éditions chrétiennes
- Bible du Semeur en ligne, sur OperaBiblica.com
- Bible de la liturgie (traduction destinée à l'utilisation liturgique)
- Cinq traductions modernes ou révisées dont la TOB (Traduction Œcuménique de la Bible) de 2010, moteur de recherche
- La Bible multilingue
- La Bible traduite par Louis Segond en 1910